# Herri met de Bles

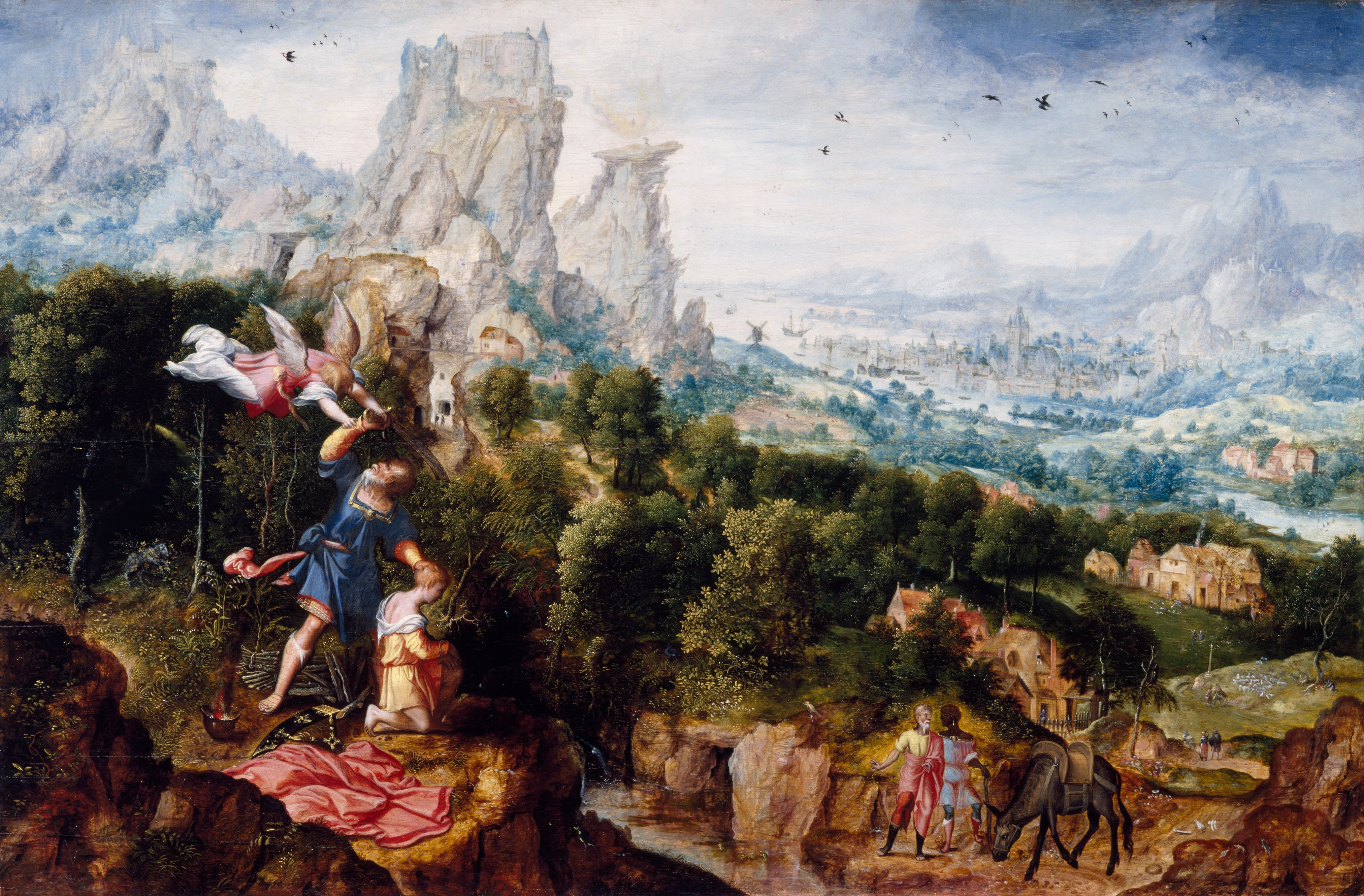
Landschaft mit der Opferung des Isaak

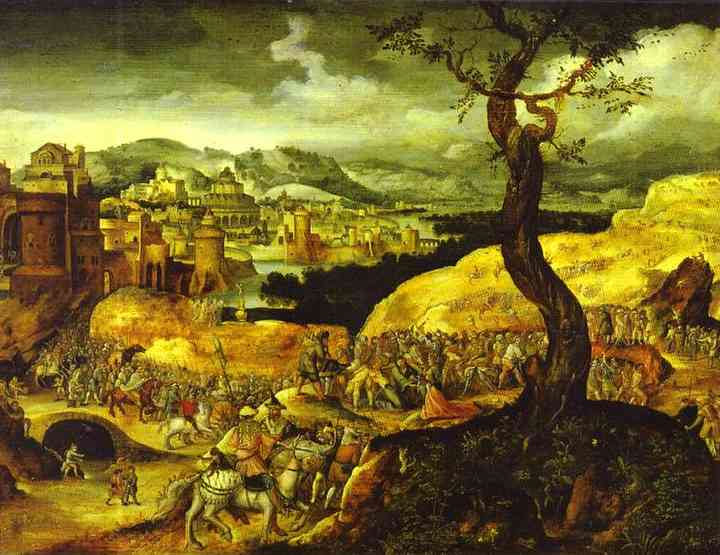
Prozession nach Golgatha

Herri met de Bles, auch Henri de Dinant, Herry Patenier, Hendrick met de Bles genannt (* um 1500/1510 in Bouvignes-sur-Meuse/Dinant; † nach 1560 in Antwerpen oder Ferrara), war ein flämischer Landschaftsmaler der Renaissance, der dem nördlichen Manierismus zugeordnet wird.

## Leben
Herri met de Bles war vermutlich der Neffe von Joachim Patinir (um 1475/1480–1524). Er wird mit den Malern Jan Mandyn (um 1500–1560), Pieter Huys (um 1519/1520–1581/1584) und Jan Wellens de Cock (um 1475/1480–1527/28) einer Gruppe flämischer Maler in Antwerpen zugeordnet, die als Nachfolger von Hieronymus Bosch (um 1450/1460–1516) die Tradition phantastischer Malerei fortführten und so einen nördlichen Manierismus (im Gegensatz zum italienischen Manierismus) begründeten.
Nach Karel van Mander (1548–1606) erhielt Herri seinen Beinamen met de Bles aufgrund einer weißen Stirnlocke, einer Blesse. Aus dem Leben dieses Malers ist kaum etwas bekannt. Ein Herry de Patenir, der allgemein mit Herri met de Bles gleichgesetzt wird, wurde 1535 als Meister der Antwerpener Lukasgilde eingetragen. Falls er mit dem in der italienischen Kunstgeschichte erwähnten, in Ferrara bestatteten Maler Il Civetta identisch ist, hat er seine letzten Lebensjahre vielleicht als Hofmaler des Herzogs von Este verbracht.

## Malerei
Bles' Werkstatt war auf den durch Patinier geprägten Bildtypus der Weltlandschaft spezialisiert und orientierte sich stark an Bles' Vorbildern Joachim Patinir und Hieronymus Bosch. Auffällig sind die in die detailliert ausgearbeitete Landschaft eingebetteten Szenen, die sich in ihrer Perspektive und Atmosphäre genau in die Bilder einfügen. Zu seinen bekanntesten Werken gehört das Bild Der heilige Johannes auf Patmos, welches etwa 1535 entstand.
Verschiedene Elemente wie das fantasievoll ausgearbeitete Gebirge, ein Tal mit Gebäuden und Bäume werden in Bles' Werk immer wieder neu kombiniert und mit einer als Staffage dienenden Szene im Vordergrund versehen. Meist handelt es sich um eine religiöse Szene, allerdings sind auch profane Sujets wie ein von Affen beraubter, schlafender Hausierer in Bles' Œuvre zu finden. Die Staffagefiguren variieren in ihrer Größe, Ausarbeitung, Thematik und dem Vorkommen in der Unterzeichnung, was dafür spricht, dass die Staffagefiguren teilweise von Bles selbst und teilweise von Staffagemalern ausgeführt worden sind.

## Zugeschriebene Werke

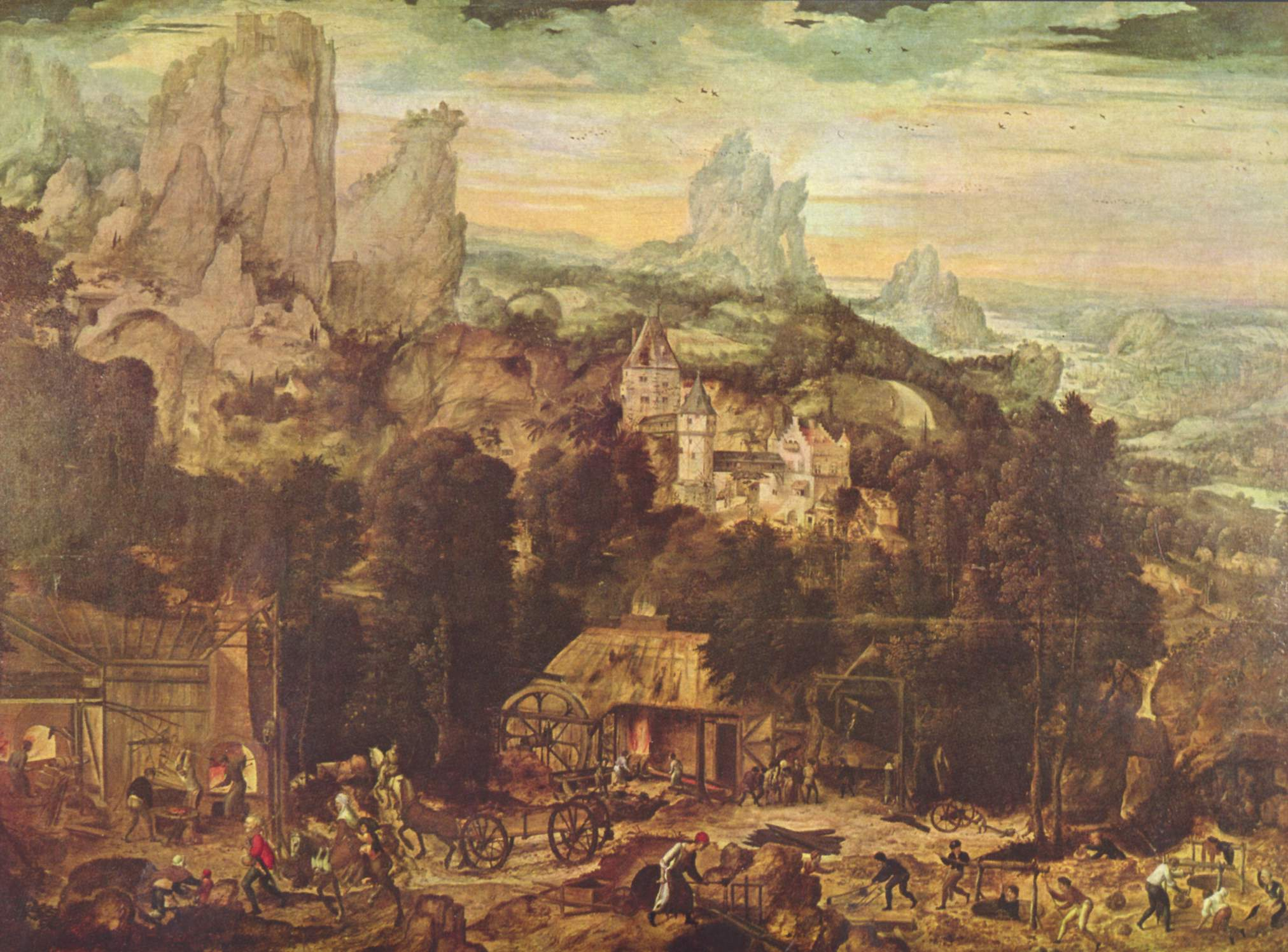
Das Kupferbergwerk

- Der Heilige Johannes auf Patmos, um 1535
- Die Versuchung des Heiligen Antonius, um 1540/50, Öl auf Holz, rund, Durchm. 16 cm, Wien, Kunsthistorisches Museum Wien
- Landschaft mit dem Heiligen Antonius, o. J., Öl auf Holz, rund, Durchm. 24 cm, Paris, Institut Néerlandais
- Landschaft mit der Opferung des Isaak, 1535/45, Öl auf Holz, 86 × 56 cm, Cincinnati Art Museum
- Das Kupferbergwerk, Mitte 16. Jhdt., Öl auf Holz, 83 × 114 cm, Florenz, Galleria degli Uffici
- Kreuztragung Christi, Anfang des 16. Jhdts., Öl auf Holz, Wien, Gemäldegalerie der Akademie der bildenden Künste
- Inferno, um 1540, Öl auf Holz, Venedig, Palazzo Ducale, Dogenpalast
- Affen plündern den Kram eines unter einem Baum eingeschlafenen Händlers, um 1550, Öl auf Eichenholz, 59,5 × 85,5 cm, Dresden, Gemäldegalerie Alte Meister

Viele Antoniusversuchungen werden ihm zugeschrieben. Eine Landschaft mit einem Kupferbergwerk gibt es ähnlich auch von Lucas Gassel.
Im Roman Empusion der polnischen Literaturnobelpreisträgerin Olga Tokarczuk spielt die Landschaft mit der Opferung des Isaak eine Schlüsselrolle.

## Meister mit der Eule
Anfang des 17. Jahrhunderts wurde in einer Biografie niederländischer Maler angegeben, dass Herri met de Bles „auf allen seinen Werken eine Eule anbrachte“. Auch ist er schon zuvor in einer Porträtsammlung von 1572 mit einer kleinen Eule dargestellt. Eventuell ist er identisch mit dem Maler, der aufgrund eines Käuzchens in Italien mit dem Beinamen Il Civetta (it. Eule) benannt wurde. Nicht alle Bilder des Herri met de Bles weisen aber solch ein Künstlerzeichen auf. Weiter taucht in vielen, stilistisch unterschiedlichen Bildern seiner Zeit eine Eule oder ein Kauz auf, so dass dieses Merkmal auf einem Bild nicht unbedingt auf dessen Urheberschaft durch Herri weisen kann.